# Warenkaufhaus Aronheim & Cohn (Štětín)
Warenkaufhaus Aronheim & Cohn je neexistující obchodní dům ve Štětíně, který se nacházel na dnešní ulici Księdza Kardynała Stefana Wyszyńskiego, na sídlišti Staré Město, ve čtvrti Śródmieście.
Warenkaufhaus Aronheim & Cohn sousedil s obchodním domem Warenhaus Rudolph Karstadt.

## Dějiny
Dům obchodního domu Aronheim & Cohn byl postaven v letech 1900–1901 na místě dřívější budovy, ve které byl hotel „Drei Kronen“. V domě bylo kromě obchodů také fotografický ateliér. Během druhé světové války byl obchodní dům zničen. Po válce byly ruiny strženy a na jejich místě byl postaven devětpodlažní bytový dům.